# Julia Retzlaff (Politikerin)

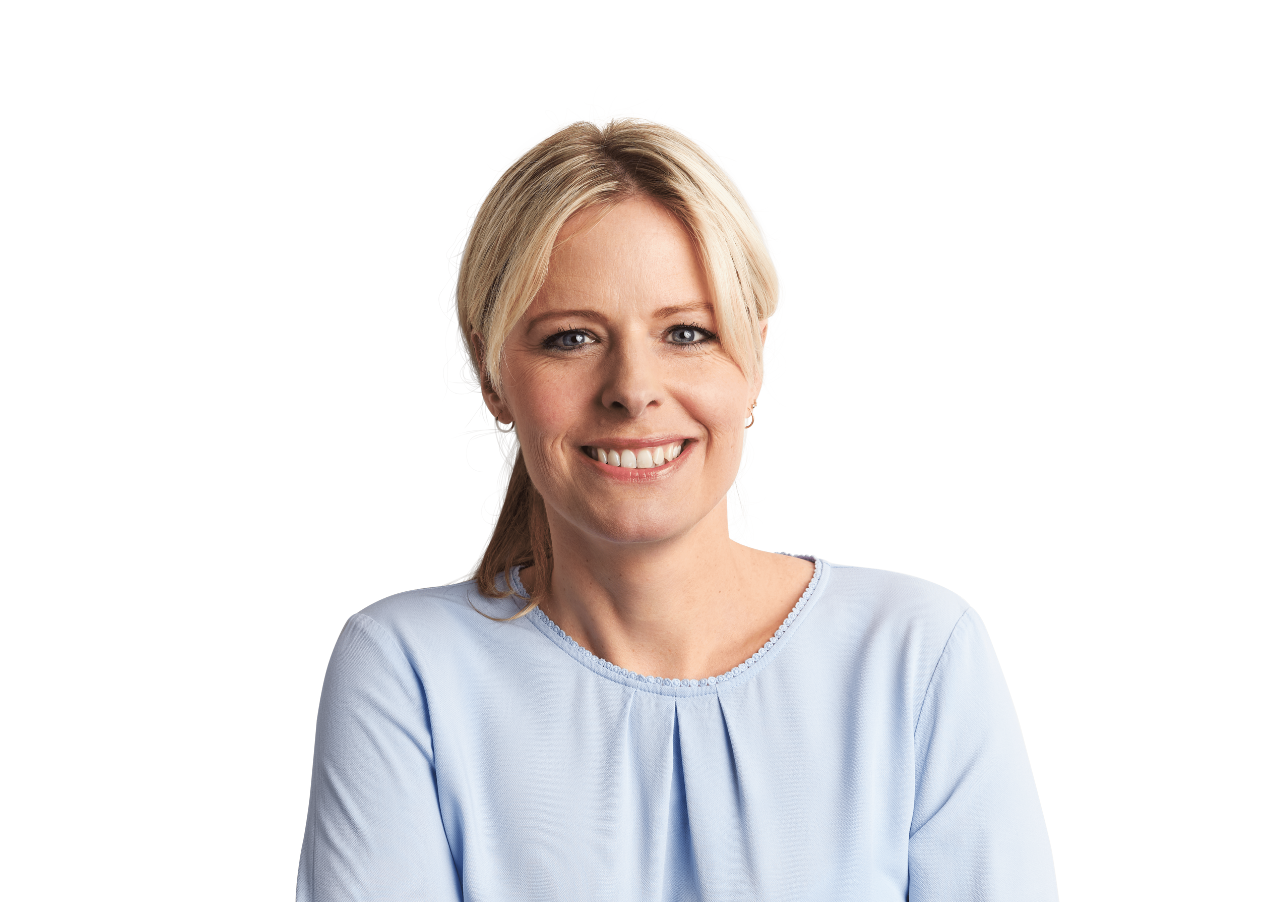
Julia Retzlaff (2022)

Julia Retzlaff (* 4. März 1978 in Braunschweig) ist eine deutsche Politikerin (SPD). Seit 2022 ist sie Mitglied des Niedersächsischen Landtages. Julia Retzlaff hat zuvor den Landeswahlkreis Braunschweig-Nord am 9. Oktober 2022 mit 33,1 % der Stimmen als direkt gewählte Landtagsabgeordnete gewonnen.

## Biographie
Retzlaff bestand 1997 am Lessinggymnasium Braunschweig das Abitur und schloss 2004 ein Studium der Neueren Geschichte, Soziologie und Germanistik an der Technischen Universität Braunschweig als Magistra Artium ab. Von 2004 bis 2007 war sie Assistentin der SPD-Fraktion in der Stadtverordnetenversammlung von Offenbach am Main, von 2007 bis 2009 arbeitete sie bei einem Braunschweiger IT-Dienstleister. Seit 2009 ist sie bei der Braunschweiger Verkehrs-GmbH tätig. Zunächst als Mitarbeiterin in der Abteilung Marketing/Öffentlichkeitsarbeit, von 2015 bis Ende 2020 als Abteilungsleiterin und seit dem 1. Januar 2021 als Bereichsleiterin für Marketing, Vertrieb und Kundenservice.

## Politik
Julia Retzlaff ist seit 1998 Mitglied der SPD. Seit 2013 ist sie Mitglied im Vorstand des SPD-Unterbezirks Braunschweig und seit 2019 Vorstandsmitglied des SPD-Bezirks Braunschweig. Seit 2016 ist Julia Retzlaff als Stellv. Vorsitzende und verkehrspolitische Sprecherin der SPD-Fraktion im Regionalverband Großraum Braunschweig sowie Mitglied im Ausschuss für Regionalverkehr tätig.
Zur Landtagswahl 2022 wurde sie als Nachfolgerin von Christos Pantazis als die SPD-Kandidatin für den Landeswahlkreis Braunschweig-Nord aufgestellt. Sie habe sich vorher bereits erfolgreich für die Einführung des 30-Euro-Tickets für Schüler und Azubis in der Region Braunschweig eingesetzt. Am 22. Mai 2022 wurde zudem als Mitglied im Vorstand der SPD Niedersachsen gewählt.
Seit dem 8. November sitzt Julia Retzlaff als direkt gewählte Landtagsabgeordnete für den Landeswahlkreis Braunschweig-Nord im niedersächsischen Landtag und ist Mitglied in dem Ausschuss für Soziales, Arbeit, Gesundheit und Gleichstellung, sowie für den Ausschuss für Umwelt, Energie und Klimaschutz.